# رابی تامسون
رابی تامسون (انگلیسی: Robbie Thomson؛ زادهٔ ۷ مارس ۱۹۹۳) بازیکن فوتبال اهل بریتانیا است.
از باشگاه‌هایی که در آن بازی کرده‌است می‌توان به باشگاه فوتبال روچدیل و باشگاه فوتبال سلتیک اشاره کرد.
وی همچنین در تیم‌های ملی فوتبال Scotland national under–15 football team, Scotland national under-16 football team, Scotland national under-17 football team، و زیر ۱۹ سال اسکاتلند بازی کرده‌است.